# Лерой Фостер
«Бе́бі Фейс» Леро́й (англ. "Baby Face" Leroy), справжнє ім'я Леро́й Фо́стер (англ. Leroy Foster; 12 лютого 1923, Алгома, Міссісіпі — 26 травня 1958, Чикаго, Іллінойс) — американський блюзовий співак, гітарист і ударник. Співпрацював з Мадді Вотерсом, Саннілендом Слімом, Літтлом Волтером і Джиммі Роджерсом.

## Біографія
Лерой Фостер народився 12 лютого 1923 року в Алгомі (округ), штат Міссісіпі. Син Тоні Фостера і Менді Міллер.
У 1945 році переїхав у Чикаго разом з губним гармоністом Літтлом Волтером і піаністом Джонні Джонсом. Працював з Саннілендом Слімом і Сонні Бой Вільямсоном. Дебютував у студії звукозапису, ймовірно, як гітарист на двох записах Санніленда Сліма на лейблі Opera у 1947 чи 1948 році. У 1948 році Фостер грав на барабанах у записах лейблу Tempo-Tone, а саме «Hard Times» Флойда Джонса, «Blue Baby» Літтла Волтера і «I Want My Baby» Санніленда Сліма.
Акомпанував на ритм-гітарі Мадді Вотерсу у 1948—1949 роках на лейблі Aristocrat, зокрема «You're Gonna Miss Me (When I'm Dead and Gone)», «Mean Red Spider» і «Screamin' and Cryin'», а також «Big Town Playboy» Джонні Джонса. У 1948 році Фостер дебютував на Aristocrat як соліст, записавши «Locked Out Boogie» і «Shady Grove Blues». У січні 1950 року почав записуватися на лейблі Parkway; усього було записано 8 сесій у складі тріо (як Baby Face Trio), до якого увійшли Мадді Вотерс, Літтл Волтер і Джиммі Роджерс (Фостер грав на барабанах). Серед пісень була «Rollin' and Tumblin'» у двох частинах, яку пізніше Вотерс перезаписав на Aristocrat, аби перевершити продажі платівки з версією Фостера.
Пізніше Фостер записав 3 сесії на лейблі J.O.B. у 1950, 1952 і 1952 роках. J.O.B. випустив два сингли «My Head Can't Rest Anymore»/«Take a Little Walk with Me» (з Вотерсом і Роджерсом, пізніше перевиданий на Chess) і «Pet Rabbit»/«Louella» (з Саннілендом Слімом і Робертом Локвудом-молодшим). Після цього більше не записувався, оскільки страждав від алкоголізму.
Помер 26 травня 1958 року від серцевого нападу (ймовірно у результаті алкоголізму) у віці 35 років по прибутті у лікарню Біллінгс в Чикаго.

## Дискографія

### Збірки
- Baby Face Leroy/Floyd Jones (Flyright, 1983; спільно з Флойдом Джонсом)
- The Chronological Leroy Foster: 1948—1952 (Classics,2005)

### Сингли
- «My Head Can't Rest Anymore»/«Take a Little Walk With Me» (J.O.B., 1950, Chess, 1951)
- «Pet Rabbit»/«Louella» (J.O.B.,?) з Саннілендом Слімом